# Василиос Танопулос
Василиос Танопулос (Агринион, 22. јануар 1942) је грчки педијатар, академик и инострани члан Одељења медицинских наука Српске академије наука и уметности од 27. октобра 1994.

## Биографија
Завршио је основне студије на Медицинском факултету Универзитета у Атини 1967. и специјализацију из педијатрије 1973. године. Радио је као директор Одељења за педијатријску кардиологију Дечје болнице „Света Софија” у Атини 1986—2009, као ванредни професор на Медицинском факултету Универзитета у Патрасу 1988—1990, као гостујући професор на Медицинском факултету Универзитета у Београду од 1992. и као професор на Универзитету у Јеревану од 1999. Одржао је предавање „Балоном проширени интраваскуларни стент у деце са урођеном срчаном маном” у Српској академији наука и уметности 8. децембра 1994. Члан је уредништва и рецензент Hellenic Journal of Cardiology од 1997, рецензент је Pediatrics, European society of Cardiology, European society of Pediatric Cardiology, Catheterization and Cardiovascular Interventions, Journal of American College of Cardiology, Heart, European journal of Echocardiography, Nature Clinical Practice Cardiovascular Medicine и Journal of International Cardiology. Потпредседник је Балканског друштва за педијатријску кардиологију и кардиохирургију од 1998, члан је Хеленског педијатријског друштва, Хеленског друштва за перинаталну медицину, Хеленског кардиолошког друштва, генерални је секретар Хеленског кардиолошког колеџа од 2002, члан је Европског удружења педијатријских кардиолога, Америчког кардиолошког колеџа, потпредседник је Савеза грчких и српских лекара, почасни је члан Турског друштва педијатријске кардиологије и члан је Европског кардиолошког друштва.